# Louis Riel
Louis „David” Riel (ur. 22 października 1844, zm. 16 listopada 1885) – przywódca Metysów żyjący w drugiej połowie XIX wieku w Kanadzie.
Louis Riel urodził się w St. Boniface. Jego rodzicami byli Louis Riel senior i Julie Lagimodiere. Oboje byli niezwykle pobożnymi katolikami. Po ojcu młody Louis odziedziczył metyskie pochodzenie. Wzrastał w społeczności metyskiej nad Red River. Jako że Louis wykazywał się zdolnościami w nauce oraz pobożnością, wraz z dwoma innymi chłopcami – Danielem McDougallem i Louisem Schmidtem został wysłany przez biskupa Tache na studia do Montrealu. W 1858 rozpoczął studia na Collège de Montréal, gdzie otrzymał klasyczne wykształcenie obejmujące łacinę, grekę, angielski, francuski, filozofię i nauki stosowane. Louis był doskonałym studentem i zawsze plasował się w czołówce swej klasy. Gdy w 1864 zmarł jego ojciec, Louis przeszedł okres załamania psychicznego, które wpłynęło na jego wyniki w nauce, jak i podkopały wiarę. Ostatecznie zrezygnował z kariery duchownego.
Otrzymawszy solidne wykształcenie powrócił w 1868 do Manitoby bez większych perspektyw na przyszłość. Niespodziewanie dla samego siebie został przywódcą społeczności metyskiej. Doskonały mówca, posiadał charyzmę, która pociągała za nim innych. Choć sam Louis Riel miał pokojowy charakter, nastroje w metyskiej społeczności skierowały go na drogę przemocy. Najpierw stał się przywódcą rebelii nad Red River w 1869. Po jej spacyfikowaniu ukrywał się pod fałszywym nazwiskiem, a następnie zmuszony został do emigracji do USA, gdzie pracował jako nauczyciel w jezuickiej misji w Minnesocie. W 1885, bezpośrednio przed rebelią północno-zachodnią, wrócił do Kanady, by wziąć w niej udział jako przywódca polityczny.

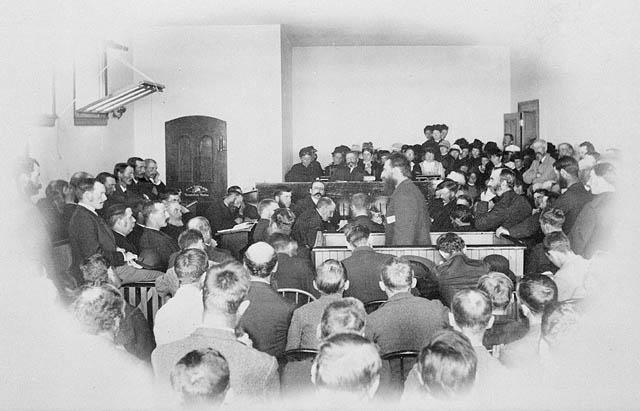
Louis Riel przemawiający na swoim procesie.

Po zdławieniu rebelii Riel został ujęty i oskarżony o zdradę stanu. Jego proces rozpoczął się 20 czerwca 1885. Riel nie przyznał się do zarzuconych win. Obrońcy starali się skierować obronę w kierunku uznania niepoczytalności oskarżonego. Sam Riel jednak w swych zeznaniach zbił argumenty swych obrońców. Przedstawił siebie jako osobę walczącą o sprawiedliwość i w pełni świadomą swych czynów. Został uznanym winnym i skazany na śmierć wyrokiem ogłoszonym 18 września. Natychmiast rozpoczęto proces odwoławczy. Sąd wyższej instancji podtrzymał wyrok. Kolejna apelacja została odrzucona. Premier Kanady nie był zdecydowany jak postąpić. Ostatecznie wystąpił o odroczenie egzekucji, by dać czas na badania psychiatryczne Riela. Konsylium psychiatrów nie potwierdziło niepoczytalności skazanego. Ostateczny termin egzekucji wyznaczono na 16 listopada. 6 listopada Riel sporządził testament. W nocy z 15. na 16. napisał pożegnalny list do matki i przyjął sakramenty. 16 listopada o godzinie ósmej rano stanął na szafocie. Został powieszony w Reginie. Ciało Riela zostało zwrócone rodzinie 9 grudnia i pozostało dwa dni w domu matki, po czym zostało pogrzebane na cmentarzu przy katedrze w St. Boniface.
Proces Riela wzbudził natychmiastowe kontrowersje. Wielu uznało go za stronniczy i nieuczciwy. Na ławie przysięgłych zasiadały wyłącznie osoby o pochodzeniu anglosaskim i protestanci. Sędzia wielokrotnie przerywał mowy obrońców mówiąc, że proces dotyczy Riela, a nie rządu Kanady. Surowość kary wydawała się niewspółmierna do czynów. Żal wzbudził także fakt, że nie skorzystano z prawa łaski.
Louis Riel stał się bohaterem i męczennikiem sprawy Metysów i Indian. Także frankofoni włączyli go do swojej martyrologii. Choć współcześnie emocje z nim związane opadły, jego sprawa ciągle uznawana jest za niechlubny epizod w historii Kanady.
Jego imię nosi Instytut Louisa Riela (placówka kulturalna i oświatowa prowadzona przez Metysów z Manitoby) oraz pub i dawny budynek kina na terenie kampusu Uniwersytetu Saskatchewanu w Saskatoon. Poza tym od 2008 roku w trzeci poniedziałek lutego obchodzony jest w Manitobie Dzień Louisa Riela.